# Barleria pungens
Barleria pungens es una especie de planta floral del género Barleria, familia Acanthaceae.
Es nativa de provincia del Cabo.